# Calesia vinolia
Calesia vinolia är en fjärilsart som beskrevs av Swinhoe 1903. Calesia vinolia ingår i släktet Calesia och familjen nattflyn. Inga underarter finns listade i Catalogue of Life.